# Turkmenski jezik
Turkmenski jezik (turkmen, trukhmen, trukhmeny, turkmani, turkmanian, turkmenler, turkomans; түркмен; ISO 639-3: tuk) jest turkijski jezik uže južnoturkijske skupine unutar koje čini posebnu turkmensku podskupinu. Njime govori oko 6 562 810 ljudi, od čega 3 430 000 u Turkmenistanu (1995.), 2 000 000 u Iranu (1997.), 500 000 u Afganistanu (1995.) i nekoliko stotina ljudi u turskoj provinciji Tokat.
Turkmenski je jezik Turkmena (Turkomani). Ima više dijalekata kojima govore različite plemenske skupine po kojima nose ime, to su: nokhurli, anauli, khasarli, nerezim, yomud, teke (tekke), goklen, salyr, saryq, ersari, cawdur. Sedam je glavnih i 24 manja plemena.
U Turkmenistanu je nacionalni jezik. Upotrebljava više pisama: arapsko, latinica, ćirilica.

## Vanjske poveznice
- Turkmenska wikipedija
- Turkmenske wikiknjige
- Turkmensko-engleski / englesko - turkmenski rječnik   Arhivirana inačica izvorne stranice od 24. kolovoza 2019. (Wayback Machine)
- Turkmensko-engleski / englesko - turkmenski rječnik  Arhivirana inačica izvorne stranice od 13. rujna 2012. (Wayback Machine)
- Ethnologue (15th)